# كبريتيد الكادميوم
 كبريتيد الكادميوم  مركب كيميائي له الصيغة CdS ، ويكون على شكل بلورات صفراء .

## الخواص
- مركب كبريتيد الكادميوم غير منحل في الماء عملياً (فقط 0.13 مغ لكل 100 مل ماءعند 18°س ).
- يؤدي إضافة الأحماض المعدنية الساخنة والمركزة إلى تفكك مركب كبريتيد الكادميوم مع انطلاق لغاز كبريتيد الهيدروجين.

## التحضير
يحضر كبريتيد الكادميوم من تمرير غاز كبريتيد الهيدروجين على محلول حمضي لملح من أملاح الكادميوم، حيث يترسب كبريتيد الكادميوم براسب أصفر.
CdSO4 + H2S → CdS↓ + H2SO4

## الاستخدامات
- لمركب كبريتيد الكادميوم خواص نصف ناقلة لذا يوجد له تطبيق في المقاومة الضوئية.
- نظراً للونه الأصفر المميز يستخدم كبريتيد الكادميوم كخضاب (أصفر الكادميوم).
- كبريتيد الكادميوم ماده سامه عند ابتلاعه.
- أيضا كبريتيد الكادميوم ماده تسبب السرطان